# Eudonia chrysomicta
Eudonia chrysomicta là một loài bướm đêm trong họ Crambidae.